# 巴黎天頂體育館
巴黎天頂體育館（英語：Zénith Paris）是法国巴黎的一个多功能室内体育馆，位于十九区的维莱特公园，靠近乌尔克运河。它最多可容纳6,293人，是巴黎最大的场馆之一。也是第一个以Le Zénith命名的场馆。